# 沙赫特审判

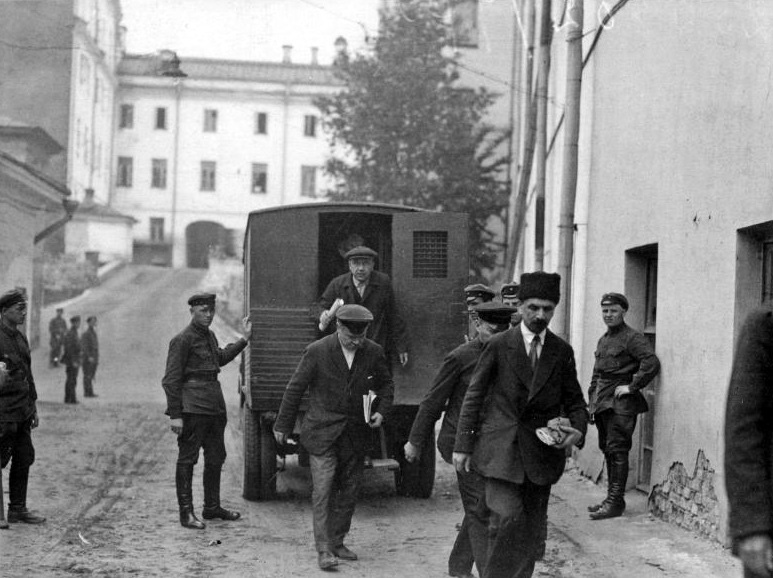
沙赫特审判期间的被告

沙赫特审判（俄语：Ша́хтинское де́ло），又称沙赫特工程师案，是苏联历史上的一场摆樣子公审。于1928年5月18日在莫斯科工会大厦开庭审理，审理持续41天，共30000名苏联居民参与旁听，100位苏联国内外记者参与报道。主审法官安德烈·亚努阿里耶维奇·维辛斯基，尼古拉·瓦西里耶维奇·克雷连科为主检察官。这也是苏联历史上第一场知名的摆架子公审。

## 历史
1928年，苏联的国家政治保卫总局在北高加索的城市沙赫特逮捕了包括彼得·帕利琴斯基、尼古拉·冯·梅克及A. F. Velichko在内的一些工程师，控告他们与流亡国外的前矿场主一起密谋破坏苏维埃经济。一手主导这次逮捕和讯问的是叶菲姆·叶夫多基莫夫。
沙赫特审判标志着苏联开始一连串的对阶级敌人的指控，具有1930年代大清洗的印记。1928年3月10日，真理报宣称资产阶级通过用破坏来作为阶级斗争的思想。斯大林在一个月后提到沙赫特工程师案证明阶级斗争加剧，苏联更加接近社会主义。